# 4-Hydroxynonenal
4-Hydroxynonenal, ist ein reaktiver, α,β-ungesättigter Aldehyd, der aus der Lipidperoxidation mehrfach ungesättigter Fettsäuren (engl. polyunsaturated fatty acids - PUFAs) entsteht. Bei diesem Vorgang werden wiederum Proteine unter Bedingungen des oxidativen Stresses modifiziert, d. h. geschädigt.

## Geschichte
4-HNE wurde von Hermann Esterbauer charakterisiert und seitdem erschienen eine Vielzahl an Publikationen über diese Substanz.

## Biologische Bedeutung
4-HNE wird mit verschiedenen Krankheiten in Verbindung gebracht, vor allem Alzheimer, Krebs oder Arteriosklerose.

## Isomerie
4-Hydroxynonenal enthält eine unsymmetrisch substituierte Kohlenstoff-Kohlenstoff-Doppelbindung und zusätzlich ein stereogenes Zentrum.  Folglich gibt es vier isomere Verbindungen:
- (E,R)-4-Hydroxynonenal,
- (E,S)-4-Hydroxynonenal,
- (Z,R)-4-Hydroxynonenal und
- (Z,S)-4-Hydroxynonenal.